# Dan Tepfer

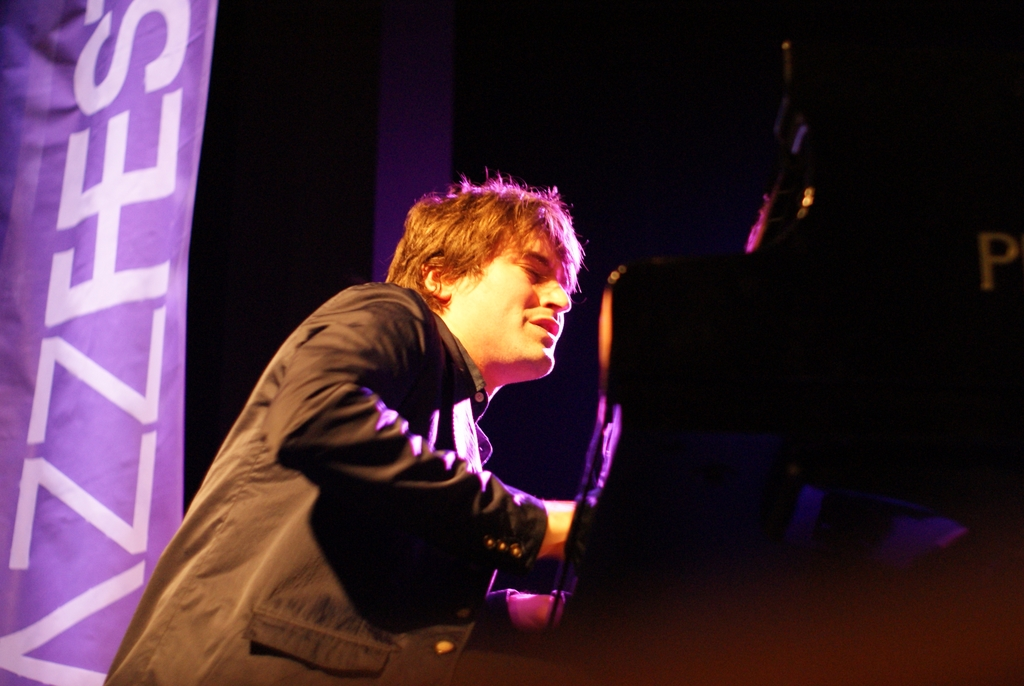
Dan Tepfer beim JazzFestBrno 2010

Dan Tepfer (* 8. Januar 1982 in Paris) ist ein US-amerikanischer Jazzpianist, Komponist und Musikpädagoge.

## Leben und Wirken
Tepfer begann mit sechs Jahren mit einer klassischen Klavier-Ausbildung am Pariser Conservatoire Paul Dukas. Während seiner Collegezeit beschäftigte er sich autodidaktisch mit Jazz-Improvisation. Nach dem Erwerb des Bachelors in Astrophysik an der University of Edinburgh und einem Studium am New England Conservatory in Boston bei Danilo Pérez graduierte er 2005 mit Auszeichnung. Er zog dann nach New York City, wo er seitdem als Pianist, Komponist und Musikpädagoge arbeitet. 
2005 erschien sein Debütalbum Before the Storm. Tepfer arbeitete bislang mit Musikern wie Jeff Ballard, Chris Cheek, Lee Konitz, Steve Lacy, Bob Brookmeyer, Charles McPherson, Sam Leak, Holger Scheidt, Ben Wendel (Small Constructions 2013), Joanna Wallfisch und Camille Bertault. Für Aufsehen sorgte er auch mit seiner Einspielung der Goldberg-Variationen von Johann Sebastian Bach, bei der er sich nicht mit der klassischen Rolle als Interpret beschied, sondern die Bachschen Variationen um eigene Variationen (Improvisationen) erweiterte.
Tepfer unterrichtete an verschiedenen Universitäten und Konservatorien wie der Royal Academy of Music (London), dem Seoul Institute of the Arts, am Chopin-Konservatorium (Warschau), an der Swiss Jazz School (Bern) und der SMU Meadows School of the Arts (Dallas).

## Auszeichnungen
Unter anderem erhielt Tepfer den ersten Preis und den Publikumspreis beim Montreux Jazz Festival 2006 in der Parmigiani Jazz Solo Piano Competition, im selben Jahr den ersten Preis bei der East Coast Jazz Festival Competition. 2007 gewann er ebenfalls den ersten Preis beim Wettbewerb der American Pianists Association, der ihn 2007–2009 zu einem Cole Porter Fellow in Jazz führte. Sein Album Oxygen wurde 2005 vom Cadence Magazine zu den zehn besten Alben des Jahres gewählt.

## Diskographische Hinweise
- Before the Storm (DIZ, 2004)
- Oxygen (DIZ, 2005) mit Jorge Roeder und Richie Barshay
- Duos with Lee (Sunnyside, 2009) mit Lee Konitz
- Five Pedals Deep (Sunnyside, 2010) mit Thomas Morgan und Ted Poor
- Live at Smalls (SmallsLive, 2010)
- Goldberg Variations (Sunnyside Records, 2011)
- First Meeting: Live in London, Volume 1 (Whirlwind, 2014), mit Konitz, Michael Janisch, Jeff Williams
- Gardens in my Mind (2016); mit Joanna Wallfisch und Sacconi Quartett. Sunnyside Records
- Eleven Cages (2017)
- Sam Leak / Dan Tepfer: Adrift (Jellymould, 2019)